# Tjeerd Koopman
Tjeerd Koopman (Haarlem, 23 januari 1948) is een voormalig Nederlands voetballer van ZFC en FC Amsterdam.
Tjeerd Koopman maakte zijn debuut in het betaalde voetbal bij ZFC dat eind jaren zestig uitkwam in de toenmalige tweede divisie. Hier speelde de verdediger onder meer samen met Abe van den Ban. Nadat er na afloop van het seizoen 1970/1971 een einde was gekomen aan het profavontuur van de club uit Zaandam keerde ook Koopman terug naar de amateurs.
In het seizoen 1972-1973 maakte Koopman zijn rentree in het betaalde voetbal bij de nieuwe fusieclub FC Amsterdam, waar hij weer herenigd werd met Van den Ban. Koopman speelde zes seizoenen met de Amsterdammers in de eredivisie. In het seizoen 1974-1975 speelde hij acht Europese wedstrijden voor FC Amsterdam waarin hij één keer doel trof. Pas in de kwartfinale van het UEFA Cuptoernooi werd FC Amsterdam uitgeschakeld door 1. FC Köln.
Na dat seizoen ging het langzaam bergafwaarts met FC Amsterdam, maar Koopman bleef de club ook na de degradatie in 1978 trouw. In 1981 zette hij op 33-jarige leeftijd een punt achter zijn professionele voetballoopbaan.

## Carrièrestatistieken
| Seizoen         | Club            | Land            | Competitie       | Competitie | Competitie | Beker | Beker | Internationaal | Internationaal | Overig | Overig | Totaal | Totaal |
| Seizoen         | Club            | Land            | Competitie       | Wed.       | Dlp.       | Wed.  | Dlp.  | Wed.           | Dlp.           | Wed.   | Dlp.   | Wed.   | Dlp.   |
| --------------- | --------------- | --------------- | ---------------- | ---------- | ---------- | ----- | ----- | -------------- | -------------- | ------ | ------ | ------ | ------ |
| 1965/66         | ZFC             | Nederland       | Tweede divisie A | –          | 0          | –     | 0     | 0              | 0              | 0      | 0      | –      | 0      |
| 1966/67         | ZFC             | Nederland       | Tweede divisie   | –          | 0          | –     | –     | 0              | 0              | 0      | 0      | –      | 0      |
| 1967/68         | ZFC             | Nederland       | Tweede divisie   | –          | 2          | –     | 0     | 0              | 0              | 0      | 0      | –      | 2      |
| 1968/69         | ZFC             | Nederland       | Tweede divisie   | –          | 0          | –     | 0     | 0              | 0              | 0      | 0      | –      | 0      |
| 1969/70         | ZFC             | Nederland       | Tweede divisie   | –          | 3          | –     | 0     | 0              | 0              | 0      | 0      | –      | 3      |
| 1970/71         | ZFC             | Nederland       | Tweede divisie   | –          | 0          | –     | 1     | 0              | 0              | 0      | 0      | –      | 1      |
| 1972/73         | FC Amsterdam    | Nederland       | Eredivisie       | –          | –          | –     | 0     | 0              | 0              | 0      | 0      | –      | –      |
| 1973/74         | FC Amsterdam    | Nederland       | Eredivisie       | –          | –          | –     | 0     | 0              | 0              | 0      | 0      | –      | –      |
| 1974/75         | FC Amsterdam    | Nederland       | Eredivisie       | –          | –          | –     | 0     | 8              | 1              | 0      | 0      | –      | –      |
| 1975/76         | FC Amsterdam    | Nederland       | Eredivisie       | –          | –          | –     | 0     | 0              | 0              | 0      | 0      | –      | –      |
| 1976/77         | FC Amsterdam    | Nederland       | Eredivisie       | –          | –          | –     | 0     | 0              | 0              | 0      | 0      | –      | –      |
| 1977/78         | FC Amsterdam    | Nederland       | Eredivisie       | –          | –          | –     | 0     | 0              | 0              | 0      | 0      | –      | –      |
| 1978/79         | FC Amsterdam    | Nederland       | Eerste divisie   | –          | –          | –     | 0     | 0              | 0              | 0      | 0      | –      | –      |
| 1979/80         | FC Amsterdam    | Nederland       | Eerste divisie   | –          | –          | –     | 0     | 0              | 0              | 0      | 0      | –      | –      |
| 1980/81         | FC Amsterdam    | Nederland       | Eerste divisie   | –          | –          | –     | 0     | 0              | 0              | 0      | 0      | –      | –      |
| Carrière totaal | Carrière totaal | Carrière totaal | Carrière totaal  | –          | –          | –     | 1     | 8              | 1              | 0      | 0      | –      | –      |